# الصلاة المشيشية
الصلاة المشيشية هي صيغة طويلة في الصلاة على رسول الله صلى الله عليه وسلم؛ يعتمدها المسلمون وخاصة الصوفيون في أورادهم وأذكارهم، ويرون فيها البركة العظيمة والكلمات الفريدة.الصلاة المشيشية تعد من أهم الأوراد والأدعية الصوفية نظمها الشيخ عبد السلام بن مشيش 

## نص الصلاة
تنص الصلاة المشيشية على:
| الصلاة المشيشية | اللهمَّ صلِّ على منْ منهُ انشقتِ الأسرارُ، وانفلقتِ الأنوارُ، وفيهِ ارتقتِ الحقائقُ، وتنـزلتْ علومُ آدمَ عليهِ السلامُ فأعجزَ الخلائقَ، ولهُ تضاءلتِ الفهومُ فلمْ يدركهُ منا سابقٌ ولا لاحقٌ، فرياضُ الملكوتِ بزهرِ جمالهِ مونقةٌ، وحياضُ الجبروتِ بفيضِ أنوارهِ متدفقةٌ، ولا شيءَ إلا وهو بهِ منوطٌ، إذْ لولا الواسطةُ لذهبَ –كما قيلَ- الموسوطُ، صلاةً تليقُ بكَ منكَ إليهِ كما هو أهلهُ. اللهمَّ إنهُ سِرُّكَ الجامعُ الدالُّ عليكَ، وحجابكَ الأعظمُ القائمُ لكَ بينَ يديكَ. اللهمَّ ألحقني بنسبهِ، وحققني بحسبهِ، وعَرِّفْنِي إياهُ معرفةً أسلمُ بها منْ مواردِ الجهلِ، وأكرعُ بها منْ مواردِ الفضلِ، واحملني على سبيلهِ إلى حضرتِكَ حملاً محفوفاً بنصرتِكَ، واقذفْ بي على الباطلِ فأدمغَهُ، وزُجَّ بي في بحارِ الأحديةِ؛ وانشلني منْ أوحالِ التوحيدِ؛ وأغرقني في عينِ بحرِ الوحدةِ؛ حتى لا أرى ولا أسمعَ ولا أجدَ ولا أُحسَّ إلا بها. واجعلِ الحجابَ الأعظمَ حياةَ روحي، وروحهُ سِـرَّ حقيقتي وحقيقتهُ جـامعَ عوالمـي بتحقيقِ الحقِّ الأولِ (يا أولُ يا آخرُ يا ظاهرُ يا باطنُ) (ثلاثاً) اسمعْ ندائي بما سمعتَ بهِ نداءَ عبدكَ زكريا عليهِ السلامُ، (وانصرني بكَ لكَ وأيدني بكَ لكَ، واجمعْ بيني وبينكَ وحُلْ بيني وبينَ غيركَ) (ثلاثاً) ، اللهُ، اللهُ، اللهُ " {إِنَّ الَّذِي فَرَضَ عَلَيْكَ القُرْآنَ لَرَادُّكَ إِلى مَعَادٍ} " {ربنـا آتنا منْ لدنكَ رحمـةً وهيئْ لنا منْ أمـرنا رشداً} " (ثلاثاً) (إن الله وملائكته يصلون على النبي يا أيها الذين آمنوا صلو عليه وسلموا تسليماً) | الصلاة المشيشية |